# Jaroslav Schindler
Jaroslav Schindler (* 22. srpna 1970) je bývalý český fotbalista, obránce.

## Fotbalová kariéra
Hrál za FC Baník Ostrava, Bohemians Praha, FC Petra Drnovice, AFK Atlantic Lázně Bohdaneč, 1. FK Příbram, SK Dynamo České Budějovice a 1. HFK Olomouc, SK Rostex / MFK Vyškov. V lize nastoupil ve 192 utkáních a dal 4 góly.

## Ligová bilance
| Ročník                          | Zápasy | Góly | Klub                        |
| ------------------------------- | ------ | ---- | --------------------------- |
| 1. česká fotbalová liga 1993/94 | 18     | 0    | FC Baník Ostrava            |
| 1. česká fotbalová liga 1994/95 | 25     | 0    | Bohemians Praha             |
| 1. česká fotbalová liga 1995/96 | 8      | 0    | FC Petra Drnovice           |
| Gambrinus liga 1997/98          | 23     | 2    | AFK Atlantik Lázně Bohdaneč |
| Gambrinus liga 1999/00          | 14     | 1    | FC Dukla Příbram            |
| Gambrinus liga 2000/01          | 5      | 0    | FC Marila Příbram           |
| Gambrinus liga 2000/01          | 16     | 0    | 1. FK Drnovice              |
| Gambrinus liga 2001/02          | 28     | 0    | 1. FK Drnovice              |
| Gambrinus liga 2002/03          | 18     | 1    | FC Marila Příbram           |
| Gambrinus liga 2003/04          | 4      | 0    | SK Dynamo České Budějovice  |
| Gambrinus liga 2004/05          | 28     | 0    | 1. FK Drnovice              |
| CELKEM                          | 187    | 4    |                             |